# 彼得·安德松 (1962年)
彼得·安德松（瑞典語：Peter Andersson，1962年3月2日—），瑞典男子冰球运动员。他曾代表瑞典参加1988年和1992年冬季奥林匹克运动会冰球比赛，其中1988年冬季奥运会获得一枚铜牌。